# 違約金
違約金（いやくきん）とは、債務の不履行があった場合に支払う旨を、債務者が債権者にあらかじめ約束した金銭。
違約金は、賠償額の予定と推定される（民法第420条3項）ため、違約金が交付されている場合､当事者は損害の発生と損害額の立証をせずに損害賠償請求することができ、また、裁判所は原則として、その額を増減することができない（第420条1項）が、公序良俗違反（第90条）などの理由で賠償額の一部が無効とされる場合は別である。
労働契約で違約金を定める契約は、労働基準法第16条（賠償予定の禁止）に当たり無効である。